# Eilema quadrangula
Eilema quadrangula là một loài bướm đêm thuộc phân họ Arctiinae, họ Erebidae.